# ملفين جاكسون (موسيقي)
ملفين جاكسون (بالإنجليزية: Melvin Jackson)‏ هو موسيقي ومغني أمريكي، ولد في 16 أغسطس 1915 في تايلر في الولايات المتحدة، وتوفي في 30 مايو 1976 بسبب سرطان.

## وصلات خارجية
- ملفين جاكسون على موقع ميوزك برينز (الإنجليزية)
- ملفين جاكسون على موقع ميوزك برينز (الإنجليزية)
- ملفين جاكسون على موقع ديسكوغز (الإنجليزية)
- ملفين جاكسون على موقع ديسكوغز (الإنجليزية)